# Bâton de marche

Pictogramme représentant deux marcheurs, le premier muni d'un bâton de marche.

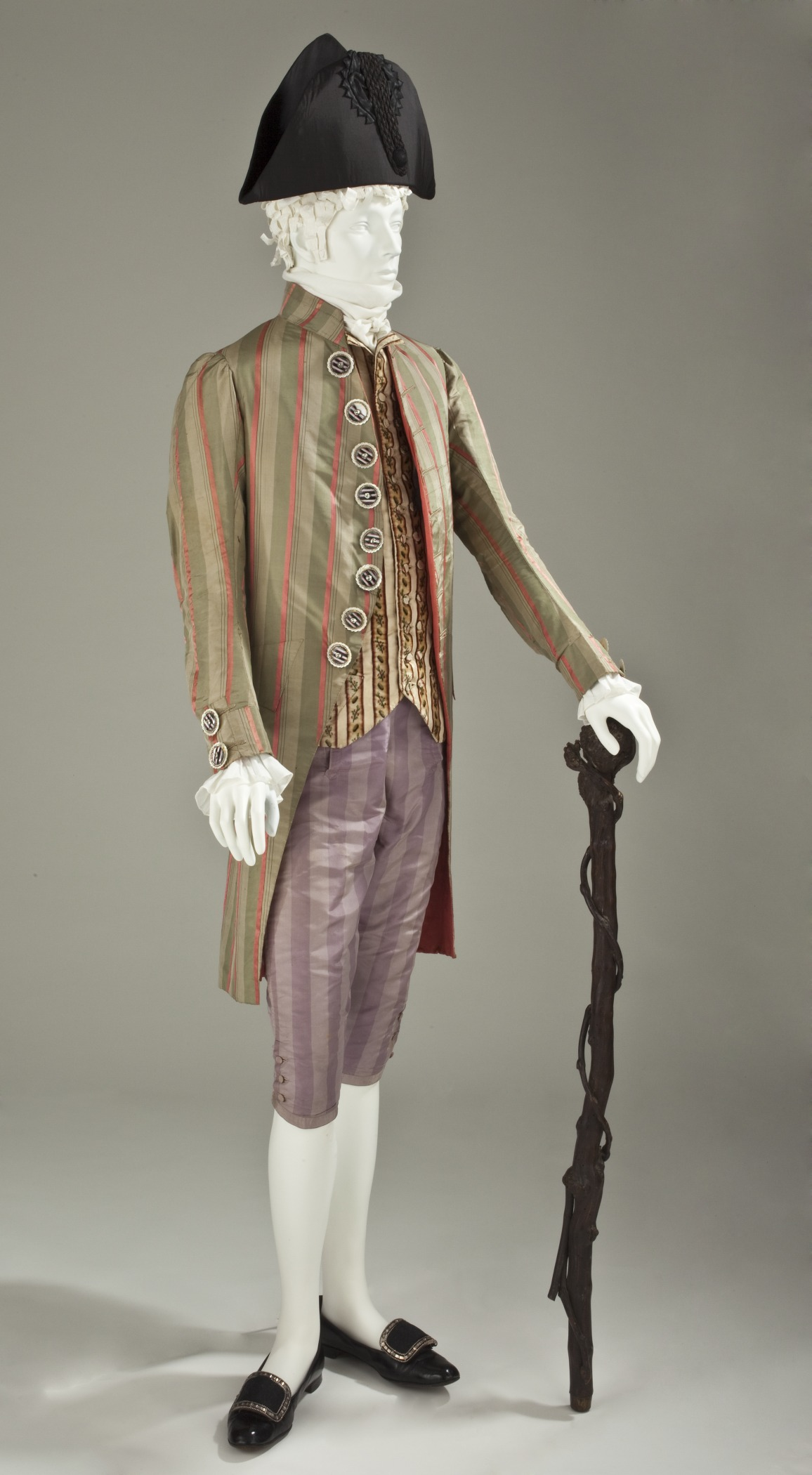
Bâton de marche (France, 1790-1795)

Un bâton de marche est un accessoire utilisé par certaines personnes pour améliorer leurs appuis au sol et pour soulager le poids du corps d'environ 15 % pendant une marche, en particulier s'il s'agit d'une randonnée pédestre. Réalisé en bois mais aussi en aluminium ou en carbone pour les modèles plus sophistiqués, il est équipé d'une dragonne mais des variantes comportent également un gantelet dans le cadre d'une pratique plus spécifique (marche nordique), voire un ressort (marche dynamique).

## Historique
Le bâton de marche unique a été utilisé de tous temps, en particulier par les bergers. L'utilisation de paires de bâtons, plus récente, est apparue d'abord dans la seconde moitié du vingtième siècle, lors des expéditions en Himalaya où porteurs et alpinistes utilisaient des paires de bâtons de ski en marchant. Les militaires (troupes de montagne) ont également été des précurseurs dans l'utilisation des bâtons (bâtons de ski de randonnée détournés pour une utilisation plus orientée marche) dans le cadre de leur entraînement physique (footings alpins).
Les bâtons étaient donc historiquement destinés à aider au portage de charges. Ce besoin a conduit à utiliser des bâtons droits, utilisés verticalement. C'est seulement vers l'an 2000 environ que des paires de bâtons spécialement conçues pour la marche ont été fabriquées industriellement et utilisées en montagne.

## Marche nordique
Les bâtons constituent les outils indispensables de la marche nordique pour laquelle on utilisera une paire de bâtons légers et souples d'un seul bloc, non pliables, aussi bien à la montée qu'à la descente ou sur terrain plat. Chaque bâton est en outre doté d'un gantelet pour une meilleure posture sur le plat comme en montée, ou d'une dragonne. Cette activité, inspirée du ski de fond, est accessible facilement, et constitue une activité sportive plus complète que la marche,.
Les bâtons de marche droits ne sont pas complètement adaptés à une marche rapide telle que la marche nordique. L'un des objectifs de cette activité est de progresser rapidement, plus que de soulager un poids. Certains industriels proposent des bâtons aux formes particulières et plus adaptées à cette pratique comme le modèle Curve de la marque EXEL ou encore les Arcs de Marche de la marque MØNARC. Ces derniers sont validés par la Fédération Française de Sports pour Tous dans le cadre d'activités de sport santé.

## Randonnée alpine
Pour la randonnée en terrain escarpé et l'alpinisme, on peut utiliser une paire de bâtons indifféremment à la montée pour améliorer l'équilibre avec deux points d'appui supplémentaires comme à la descente pour épargner les genoux des chocs et traumatismes qui sollicitent fortement les articulations, et aussi parfois pour assurer l'équilibre en terrain raide, délité, etc. Les bâtons choisis doivent être solides car ils supportent tout le poids de l'utilisateur. Ils sont équipés d'une pointe en tungstène pour ne pas s'user prématurément en terrain accidenté ou abrasif (roche, éboulis). 
Ils sont de préférence légers et pliables pour pouvoir être rangés dans ou sur le sac à dos dans les secteurs qui ne nécessitent pas leur utilisation ou lors de passages d'escalade. Il existe plusieurs sortes de bâtons pliables à 3 ou 4 brins : les bâtons à liaisons télescopiques à vissage intérieur, plus légers et plus compacts quand ils sont repliés, les bâtons à liaisons emboitables, plus solides surtout pour le brin du bas, plus fin et enfin les bâtons équipés de boutons poussoirs (pushpins). Pour ne pas perdre les brins de bâtons à liaisons emboîtables, ils sont d'ordinaire reliés les uns aux autres par un câble. Un très bon compromis consiste en un système à liaisons télescopiques avec serrage extérieur ou à clip (plus solide que vissage interne) pour les brins du haut plus épais et donc plus solides, et un système à liaison emboîtable pour le brin du bas plus fin et plus fragile autrement. 
Dans les pentes raides et sur la neige (névés) et surtout la glace, le piolet remplace les bâtons de marche car il permet un ancrage plus sûr et permet d'enrayer une chute. 
Dans les descentes de raideur modérée, et selon la qualité du terrain, les bâtons sont préférables au piolet d'alpinisme généralement beaucoup trop court pour jouer un rôle de canne (la fonction de piolet-canne est possible avec un piolet dit « de randonnée », moins technique et plus long).  
Les bâtons de randonnée sont souvent équipés de rondelles de petit diamètre (4 ou 5 cm environ) qui ont pour rôle d'éviter qu'ils ne se coincent entre les rochers, ou pour la progression sur les névés.
Ils sont toujours équipés de dragonnes qui permettent un appui supplémentaire sur les bâtons, et surtout de ne pas les perdre pendant la progression. Les poignées peuvent être ergonomiques, en matériau comme la mousse ou le liège pour un meilleur confort. Certains bâtons sont dotés d'une double poignée pour garantir une meilleure préhension dans les dévers.